# Phare de Point of Ayr
Le phare de Point of Ayr, également connu sous le nom de phare de Talacre, est un ancien phare maritime Monument classé du Royaume-Uni situé sur la côte nord du pays de Galles, sur Point of Ayr (en), près du village de Talacre .
Il a été construit en 1776 pour l'aide à la navigation des navires vers la rivière Dee et l'estuaire de la Mersey. Il a fini par tomber en désuétude et a été désarmé en 1884. Il est maintenant une propriété privée d'habitation.

## Histoire

### Propriété
Le phare a été mis en vente, avec un peu de terrain autour, en novembre 2011 par son premier propriétaire de James McAllister. Il a été acheté en avril 2012 par un couple privé qui continue à l'utiliser.

### Activité paranormale
Une histoire d'activité paranormale a été enregistrée dans et autour du phare de Talacre. Un incident relaté par Media Wales (en) a signalé l'observation d'une personne habillée  dans des vêtements vétustes sur le balcon du phare. Il y avait également des rapports d'empreintes de pas dans le sable menant au phare. Des adeptes du paranormal ont parlé d'un contact avec un esprit appelé Raymond qui était autrefois un gardien de phare qui est mort d'une fièvre.

### Le Gardien

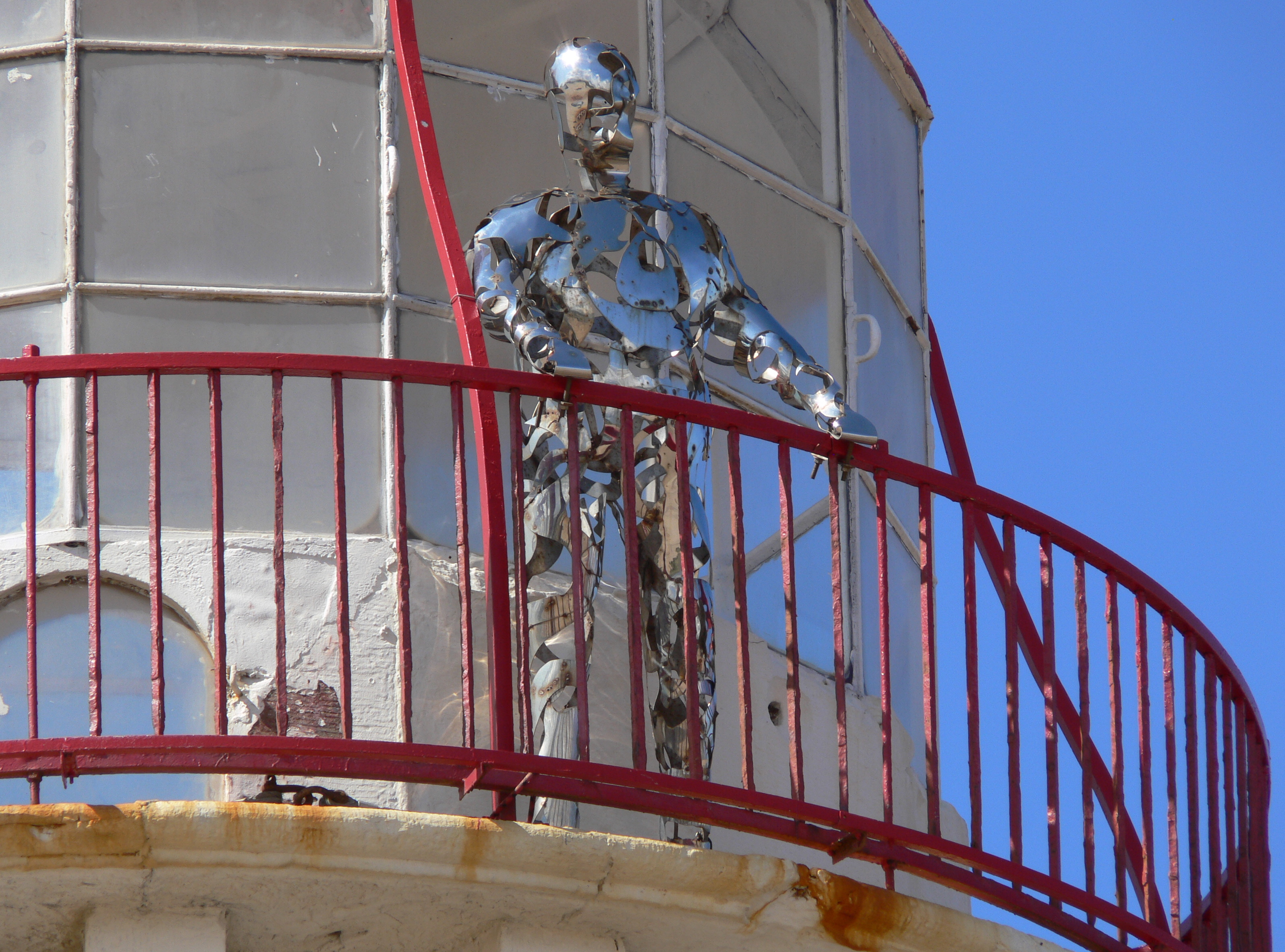
Le gardien de phare

En août 2009, la BBC a indiqué que l'autorisation de construire avait été demandée pour ériger une
« sculpture humaine » inspirée par les observations fantômes rapportées sur le balcon du phare. Cette demande a été faite par le propriétaire d'alors, James McAllister.
Une artiste locale, Angela Smith, a été contactée pour concevoir la statue en acier inoxydable du fantomatique « gardien de phare » avec une autorisation d'exposition initiale de trois ans. L'autorisation n'a pas été demandée pour conserver la structure après ce point par les nouveaux propriétaires.

### Détériotation
En mars 2007, le phare a été endommagé par les tempêtes , ce qui a détruit l'escalier métallique menant à l'immeuble et a également causé des dommages structurels par un trou dans la base du phare, selon la BBC. Le coût des réparations a été couvert par les propriétaires d'un parc local de caravaning qui étaient impliqués dans la propriété du phare à cette époque.

### Lien connexe
- Liste des phares du Pays de Galles